# Jurovski Dol
Jurovski Dol este o localitate din comuna Sveti Jurij v Slovenskih goricah, Slovenia, cu o populație de 361 de locuitori.